# Viceroy (Zigarettenmarke)

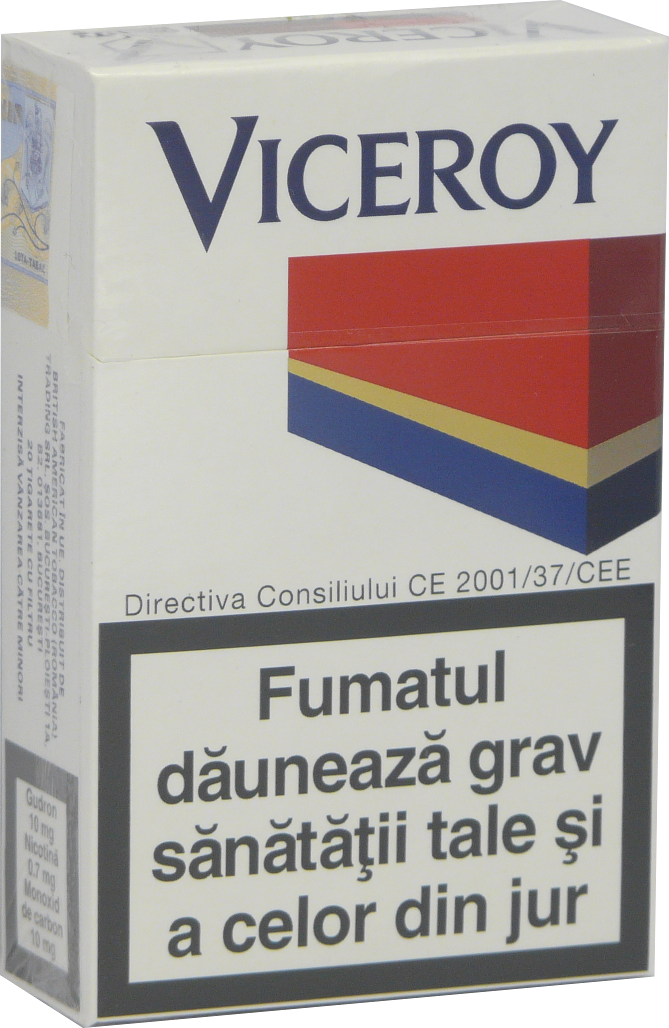
Viceroy-Zigarettenschachtel (Rumänien)

Viceroy ist eine Zigarettenmarke der British American Tobacco. Sie wurde 1936 als Filterzigarette auf den Markt gebracht. Heute wird sie vor allem in Rumänien, Belarus, Kasachstan, Russland, Tschechien, dem Nahen Osten, Argentinien, Spanien, Nordkorea und der Türkei verkauft.
Produziert wird sie u. a. von Korea Sogyong Trading.